# Distribució hipergeomètrica no central de Fisher
En teoria i estadística de probabilitats, la distribució hipergeomètrica no central de Fisher és una generalització de la distribució hipergeomètrica on les probabilitats de mostreig es modifiquen per factors de pes. També es pot definir com la distribució condicional de dues o més variables distribuïdes binomialment depenent de la seva suma fixa.
La distribució es pot il·lustrar amb el següent model d'urna. Suposem, per exemple, que una urna conté m 1 boles vermelles i m₂ boles blanques, amb un total de N = m1 + m₂ boles. Cada bola vermella té el pes ω1 i cada bola blanca té el pes ω₂. Direm que la relació de probabilitats és ω = ω1/ω₂. Ara estem agafant boles aleatòriament de tal manera que la probabilitat d'agafar una pilota concreta és proporcional al seu pes, però independent del que succeeixi amb les altres boles. El nombre de boles preses d'un color determinat segueix la distribució binomial. Si es coneix el nombre total n de boles preses, aleshores la distribució condicional del nombre de boles vermelles preses per a n donat és la distribució hipergeomètrica no central de Fisher. Per generar aquesta distribució de manera experimental, hem de repetir l'experiment fins a donar n boles.

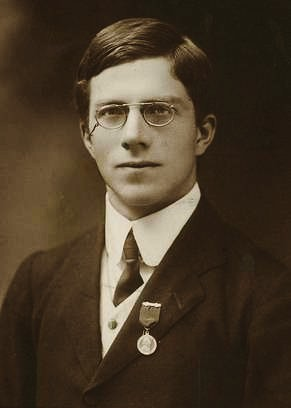
Biòleg i estadístic Ronald Fisher.

Si volem fixar el valor de n abans de l'experiment, hem d'agafar les boles una per una fins que tinguem n boles. Per tant, les boles ja no són independents. Això dona una distribució lleugerament diferent coneguda com a distribució hipergeomètrica no central de Wallenius. No és gaire obvi per què aquestes dues distribucions són diferents. Vegeu l'entrada per a distribucions hipergeomètriques no centrals per obtenir una explicació de la diferència entre aquestes dues distribucions i una discussió sobre quina distribució s'ha d'utilitzar en diverses situacions.
Les dues distribucions són iguals a la distribució hipergeomètrica (central) quan la relació de probabilitats és 1.
Malauradament, ambdues distribucions es coneixen a la literatura com "la" distribució hipergeomètrica no central. És important especificar quina distribució es vol dir quan s'utilitza aquest nom. La distribució hipergeomètrica no central de Fisher va rebre per primera vegada el nom de distribució hipergeomètrica estesa (Harkness, 1965), i alguns autors encara utilitzen aquest nom avui dia.

## Aplicacions
La distribució hipergeomètrica no central de Fisher és útil per a models de mostreig esbiaixat o selecció esbiaixada on els elements individuals es mostren de manera independent els uns dels altres sense competència. El biaix o les probabilitats es poden estimar a partir d'un valor experimental de la mitjana. Utilitzeu la distribució hipergeomètrica no central de Wallenius si els elements es mostren un per un amb la competència.
La distribució hipergeomètrica no central de Fisher s'utilitza principalment per a proves en taules de contingència on es desitja una distribució condicional per a marges fixos. Això pot ser útil, per exemple, per provar o mesurar l'efecte d'un medicament. Vegeu McCullagh i Nelder (1989).